# Fort Campbell

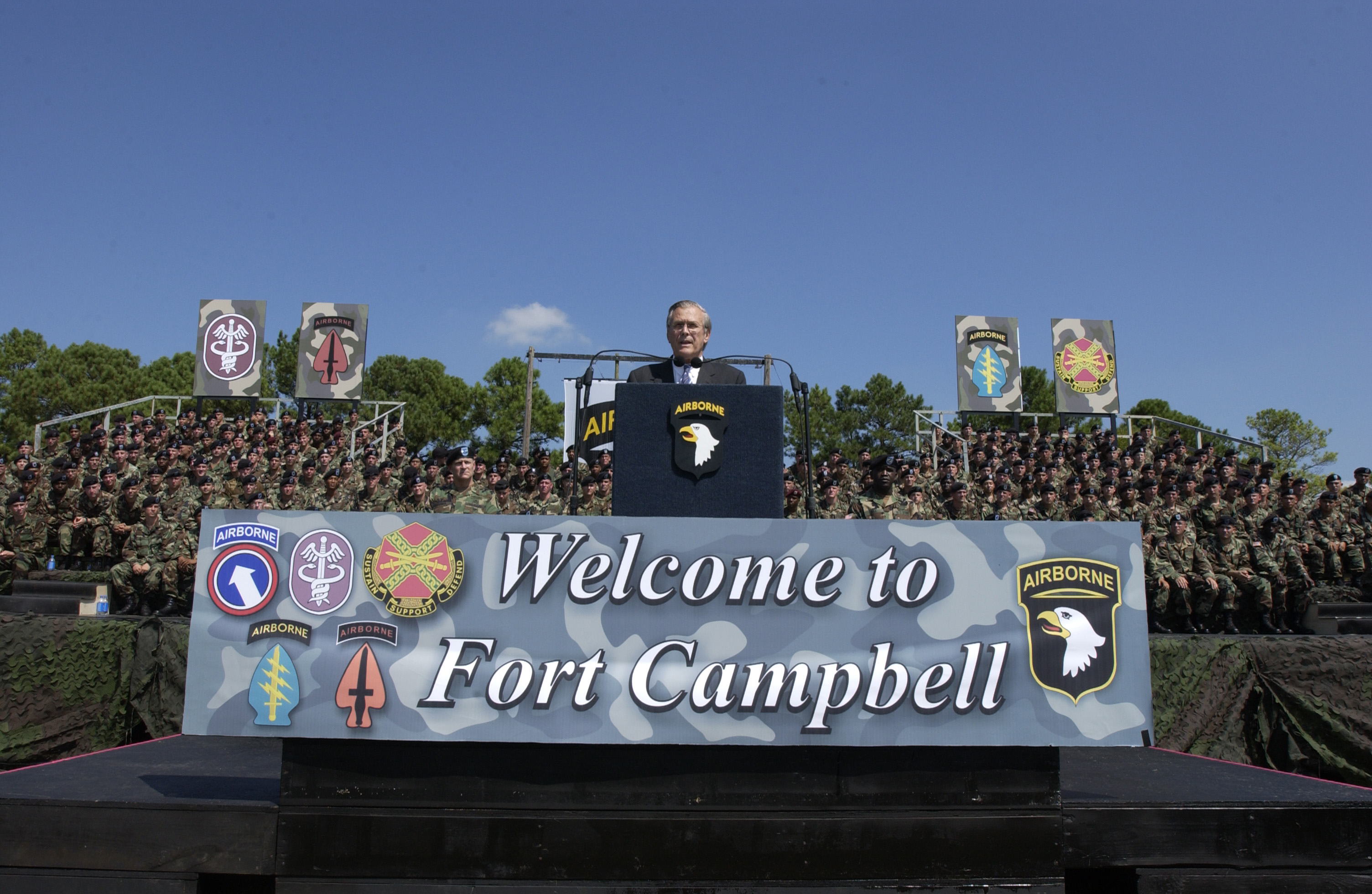
Donald Rumsfeld spreekt op Fort Campbell de van hun missie teruggekeerde 101st Airborne Division toe (14 sept 2004)

Fort Campbell is een legerplaats van het Amerikaanse leger en ligt tussen Hopkinsville, Kentucky en Clarksville, Tennessee en is de thuisbasis van de 101st Airborne Division.
De legerplaats is vernoemd naar BG William Bowen Campbell, de laatste Whig Party gouverneur van Tennessee. Hij was verkozen als kolonel van de eerste vrijwilligers van Tennessee, de Bloody First, en wordt herinnerd als de leider van het regiment dat Monterey bestormde in 1846 met zijn beroemde kreet, "Boys, Follow Me!"